# A Walk Among the Tombstones
A Walk Among the Tombstones (bra: Caçada Mortal; prt: O Caminho entre o Bem e o Mal) é um filme estadunidense de 2014, dos gêneros drama, suspense e policial, dirigido e escrito por Scott Frank, baseado no romance homônimo de Lawrence Block.